# Rocinela
Rocinela är ett släkte av kräftdjur som beskrevs av Leach 1818. Rocinela ingår i familjen Aegidae.

## Dottertaxa tillRocinela, i alfabetisk ordning[1][2]
- Rocinela affinis
- Rocinela americana
- Rocinela angustata
- Rocinela australis
- Rocinela belliceps
- Rocinela bonita
- Rocinela cornuta
- Rocinela cubensis
- Rocinela danmoniensis
- Rocinela dumerilii
- Rocinela garricki
- Rocinela granulosa
- Rocinela hawaiiensis
- Rocinela insularis
- Rocinela japonica
- Rocinela juvenalis
- Rocinela kapala
- Rocinela laticauda
- Rocinela leptopus
- Rocinela lukini
- Rocinela maculata
- Rocinela major
- Rocinela media
- Rocinela modesta
- Rocinela murilloi
- Rocinela niponia
- Rocinela oculata
- Rocinela ophthalmica
- Rocinela orientalis
- Rocinela patriciae
- Rocinela propodialis
- Rocinela pukari
- Rocinela resima
- Rocinela richardsonae
- Rocinela runga
- Rocinela satagia
- Rocinela signata
- Rocinela sila
- Rocinela tridens
- Rocinela tropica
- Rocinela tuberculosa
- Rocinela wetzeri